# Paquistão nos Jogos Olímpicos de Verão de 2008
O Paquistão competiu nos Jogos Olímpicos de Verão de 2008, em Pequim, na China.

## Desempenho

### Atletismo
Masculino
| Atletas      | Evento              | Preliminares | Preliminares | Quartas     | Quartas     | Semifinal   | Semifinal   | Final       | Final       |
| Atletas      | Evento              | Marca        | Posição      | Marca       | Posição     | Marca       | Posição     | Marca       | Posição     |
| ------------ | ------------------- | ------------ | ------------ | ----------- | ----------- | ----------- | ----------- | ----------- | ----------- |
| Abdul Rashid | 110 m com barreiras | 14s52        | 40º          | Não avançou | Não avançou | Não avançou | Não avançou | Não avançou | Não avançou |

Feminino
| Atletas        | Evento     | Preliminares | Preliminares | Quartas     | Quartas     | Semifinal   | Semifinal   | Final       | Final       |
| Atletas        | Evento     | Marca        | Posição      | Marca       | Posição     | Marca       | Posição     | Marca       | Posição     |
| -------------- | ---------- | ------------ | ------------ | ----------- | ----------- | ----------- | ----------- | ----------- | ----------- |
| Sadaf Siddiqui | 100 metros | 12s41        | 61º          | Não avançou | Não avançou | Não avançou | Não avançou | Não avançou | Não avançou |

### Hóquei sobre a grama
Masculino
| Equipe | Fase de grupos                                                                                              | Fase de grupos | Segunda fase           | Final                                        | Pos. |
| Equipe | Adversário e resultado                                                                                      | Pos.           | Adversário e resultado | Adversário e resultado                       | Pos. |
| --- | --- | -------------- | ---------------------- | -------------------------------------------- | ---- |
| Salman Akbar Zeeshan Ashraf Mohammad Imran Mohammad Javed Mohammad Saqlain Adnan Maqsood Mohammad Waqas Sharif Waqas Akbar Shakeel Abbasi Rehan Butt Syed Abbas Haider Bilgrami Nasir Ahmed Syed Imran Ali Warsi Mohammad Asif Rana Mohammad Zubair Shafqat Rasool | GBR Grã-Bretanha D 2-4 CAN Canadá V 3-1 AUS Austrália D 1-3 RSA África do Sul V 3-1 NED Países Baixos D 2-4 | 4º (Gr. B)     |                        | Decisão do 7º lugar: NZL Nova Zelândia D 2-4 | 8º   |

### Natação
Masculino
| Atleta(s) | Evento     | Eliminatórias | Eliminatórias | Semifinal   | Semifinal   | Final       | Final       |
| Atleta(s) | Evento     | Tempo         | Posição       | Tempo       | Posição     | Tempo       | Posição     |
| --------- | ---------- | ------------- | ------------- | ----------- | ----------- | ----------- | ----------- |
| Adil Baig | 50 m livre | 25s66         | 74º           | Não avançou | Não avançou | Não avançou | Não avançou |

Feminino
| Atleta(s)  | Evento     | Eliminatórias | Eliminatórias | Semifinal   | Semifinal   | Final       | Final       |
| Atleta(s)  | Evento     | Tempo         | Posição       | Tempo       | Posição     | Tempo       | Posição     |
| ---------- | ---------- | ------------- | ------------- | ----------- | ----------- | ----------- | ----------- |
| Kiran Khan | 50 m livre | 29s84         | 69º           | Não avançou | Não avançou | Não avançou | Não avançou |

### Tiro
Masculino
| Atleta        | Evento                 | Qualificação | Qualificação | Final       | Final       | Posição |
| Atleta        | Evento                 | Placar       | Posição      | Placar      | Total       | Posição |
| ------------- | ---------------------- | ------------ | ------------ | ----------- | ----------- | ------- |
| Siddique Umer | Carabina de ar 10 m    | 578          | 48º          | Não avançou | Não avançou | 48º     |
| Siddique Umer | Carabina três posições | 1116         | 49º          | Não avançou | Não avançou | 49º     |